# P. J. Rhodes
Peter John Rhodes, FBA (10 de agosto de 1940-Durham, 27 de octubre de 2021), normalmente citado como P. J. Rhodes, fue un académico e historiador de la antigüedad británico. Es profesor emérito de Historia antigua en la Universidad de Durham. Se especializó en política griega antigua e instituciones políticas.

## Carrera académica
En 1965, fue profesor de educación superior en estudios clásicos e Historia antigua en la Universidad de Durham, en Inglaterra. Más tarde, fue promovido a profesor sénior. Fue nombrado profesor de Historia antigua en 1983. Se jubiló en 2005, convirtiéndose en profesor emérito.
Sus obras más importantes incluyen el tratamiento moderno definitivo del Consejo ateniense (o Boulé), el comentario estándar sobre el tratado constitucional de Atenas producidos por Aristóteles o bajo su supervisión (la Athenaion Politeia, la Constitución de los atenienses') y un libro general sobre el imperio de ultramar de Atenas.

## Libros
- The Athenian Boule, Oxford: Oxford University Press, 1972, revisado en 1985.
- Greek Historical Inscriptions, 359-323 B.C., London Association of Classical Teachers, 1972, revisado en 1986. ISBN 0-903625-11-3
- A Commentary on the Aristotelian Athenaion Politeia, Oxford: Oxford University Press, 1981, rev. 1993.
- The Athenian Empire, Oxford: Oxford University Press, 1985, rev 1993.
- The Greek City States: A Source Book, 1986, edición revisada y ampliada en 2007.
- (con D. M. Lewis) The Decrees of the Greek States, 1997.
- Ancient Democracy and Modern Ideology, Londres: Duckworth, 2003.
- (con Robin Osborne) Greek Historical Inscriptions, 404-323 BC,, 2003, corregida en 2007.
- A History of the Classical Greek World, 478-323 BC, 2005.
- Alcibiades, Pen and Sword Books, 2011.
- A Short History of Ancient Greece, I.B. Tauris Short Histories, 2014.

Autores antiguos traducidos y editados
- The Athenian Constitution, Penguin Classics, 1984.
- Thucydides: History, Book II, Aris & Phillips, 1988.
- Thucydides: History, Book III, Aris & Phillips, 1994.
- Thucydides: History, Book IV.1-V.24, Aris & Phillips, 1999.
- (con J. L. Marr) The 'Old Oligarch': The Constitution of the Athenians Attributed to Xenophon Oxford: Aris & Phillips (imprint of Oxbow), 2008.
- (con J. M. Hammond) Thucydides: The Peloponnesian War: translated with an introduction and notes, Oxford: Oxford University Press, 2009.
- Thucydides: History, Book 1, Aris & Philips, 2014.

Editados
- (con L. G. Mitchell) The Development of the Polis in Archaic Greece, 1997.
- D. M. Lewis's Selected Papers in Greek and Near Eastern History, 1997.
- Athenian Democracy, 2004.
- (con E. E.  Bridges and E. M. Hall) Cultural Responses to the Persian Wars: Antiquity to the Third Millennium, 2007.
- (con E. M. Harris Y D. F. Leao) Law and Drama in Ancient Greece, Londres: Duckworth, 2010.
- (con P. A. Low y G. J. Oliver). Cultures of Commemoration: War Memorials, Ancient and Modern,  Proceedings of the British Academy 160, Oxford University Press, 2012.